# Karel Hlaváček
Karel Hlaváček (n. 24 august 1874 - d. 15 iunie 1898) a fost un poet simbolist ceh, reprezentant al școlii decadente.
A scris versuri melodioase, impregnate de sentimentul de melancolie specific sfârșitului secolului al XIX-lea sau de revoltă deznădăjduită împotriva morții, mizeriei proletariatului și a injustiției sociale.

## Scrieri
- 1896: Târziu, spre dimineață ("Pozdě k ránu")
- 1898: Cantilena răzbunării ("Mstivá kantiléna").